# Nederlands Hervormde kerk (Sint Pancras)
De Hervormde kerk, ook wel Witte kerk genoemd, is een kerkgebouw in Sint Pancras, gelegen in de Noord-Hollandse gemeente Dijk en Waard.
Op de resten van het oude dorp Vronen werd in de 15de eeuw een kapel gebouwd. De kapel werd gewijd aan de heilige Pancratius. Deze kapel werd in 1487 een parochiekerk. rondom deze kerk ontstond het dorp Sint Pancras. 
In 19de eeuw werd de kerk gewit. Sindsdien heet de kerk ook wel Witte kerk.